# Graecopithecus
Graecopithecus freybergi là một loài linh trưởng cổ xưa hiện được coi là thuộc họ Người (hominid), ban đầu được xác định bởi một mảnh vỡ của hộp sọ được tìm thấy vào năm 1944. Kể từ đó, nhiều mẫu vật đã được tìm thấy, chỉ ra rằng mẫu vật có thể là tổ tiên trực tiếp được biết đến lâu đời nhất của con người hiện đại .

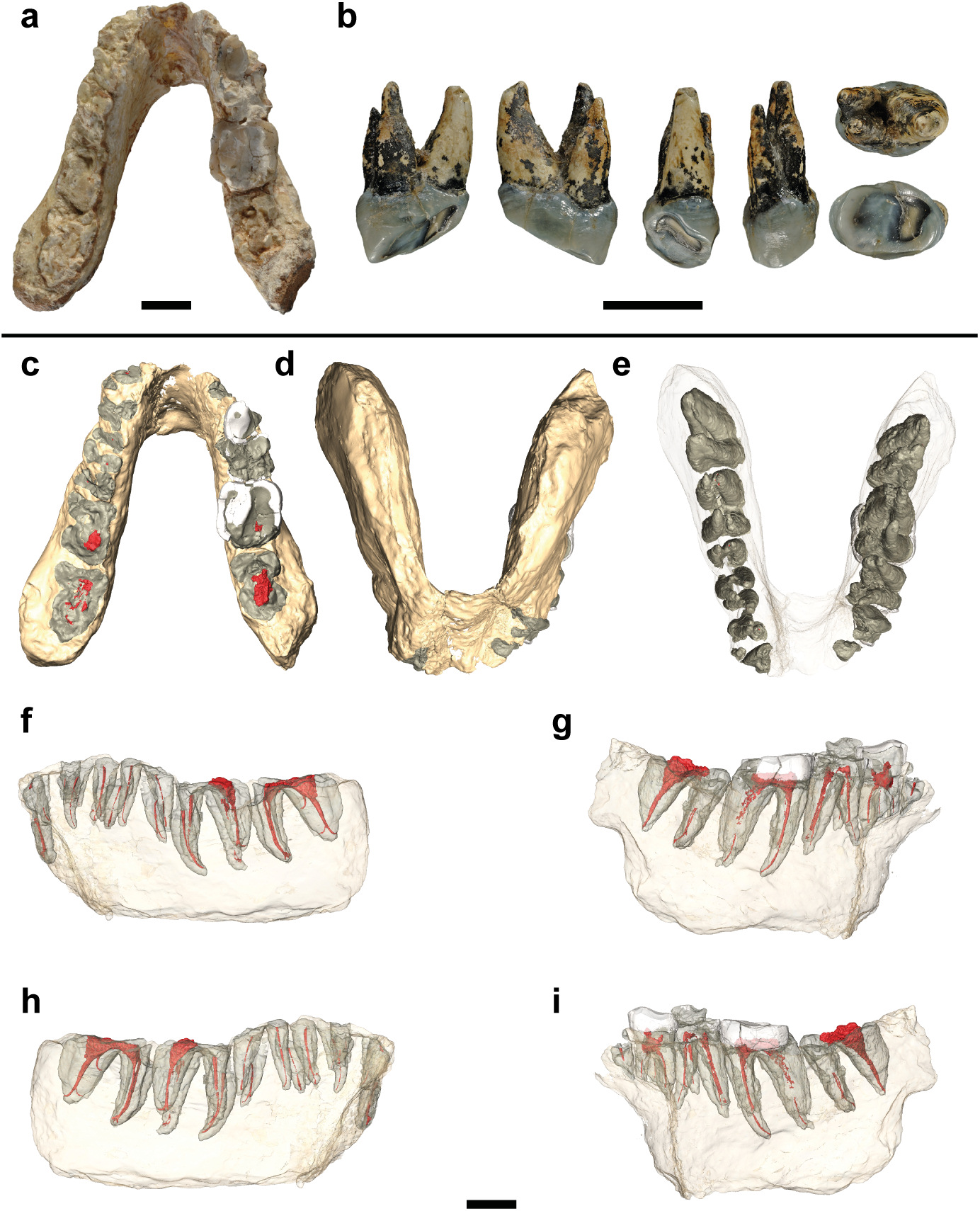
a: Hàm dưới (holotype) của G. freybergi từ Pyrgos, Hy Lạp;
b: răng cửa trái P4 cf. Graecopithecus sp., VSN RIM 438/387 từ Azmaka, Bulgaria;
ci: Tái tạo 3-D hàm dưới phần có thể nhìn thấy

Xương hàm dưới với răng thứ ba rất mòn, gốc răng thứ nhất m2 và một phần của răng tiền hàm p3 là từ địa điểm Tour la Reine site và có niên đại từ Miocen muộn. Việc khai quật địa điểm là không thể (1986) do chủ sở hữu đã xây dựng một bể bơi tại địa điểm . Mảnh hàm dưới được tìm thấy trên đất liền của Hy Lạp tại Pyrgos Vassilissis, phía tây bắc Athens .
G. freybergi được coi có lẽ là giống như Ouranopithecus macedoniensis, đã sống trước đó khoảng 3 triệu năm (hay khoảng 10 Ma BP) . Graecopithecus là chi ít được biết đến nhất trong số những loài thuộc họ Người được tìm thấy ở châu Âu.
Một nghiên cứu về hình thái chi tiết của răng hàm của hai hóa thạch của G. freybergi xuất bản năm 2017  gợi ý rằng nó có thể là một hominin, chia sẻ tổ tiên với Homo nhưng không phải với loài Chimpanzee (Pan). Điều này dẫn đến một số người đặt ra câu hỏi về niềm tin phổ biến hiện nay, vốn cho rằng các loài tiền thân của họ người (pre-human hominid) là có nguồn gốc từ châu Phi, mà phải là từ nam châu Âu hoặc Địa Trung Hải, mặc dù những người khác thì hoài nghi về các tuyên bố này .

## Định tuổi
Các phép xác định tuổi của hóa thạch dựa trên số liệu từ địa tầng và phân tích sinh địa tầng, cho ra tuổi khoảng 7,2 Ma BP (triệu năm trước) .
Tương tự như Ouranopithecus macedoniensis, Graecopithecus freybergi sống ở vùng thảo nguyên savan, có cây bụi và thậm chí có địa phương có rừng thưa . Các bằng chứng hóa thạch cho thấy thời kỳ đó có các động vật móng guốc, cùng với Adcrocuta eximia là họ hàng cổ xưa của linh cẩu trong môi trường sống này. Các hóa thạch khác bao gồm tê giác, ngựa (Hippotherium), dạng hươu cao cổ và các dạng có sừng họ hàng với bò và linh dương.